# イレブンナイン
イレブンナイン（eleven nine）は、物質の純度が99.999999999%であることを指す。"9"が11個も並ぶことからこのように呼ばれる。集積回路（IC）などの半導体素子の製造には99.999999999%という超高純度の半導体材料が必要とされる。これは現在集積回路や太陽光電池にも使用されている。これほどの高純度になると半導体としてよく知られるシリコンでも電気をほとんど通さなくなる。また、鉄もイレブンナインにまで純度を高めるとさびにくくなる。